# أنو 2011
أنو 2011 هو حزب شعبوي تشيكي تأسس من قبل أندريه بابيش الرئيس الحالي لجمهورية التشيك.